# Жан-Філіпп Гасьєн
Жан-Філіпп Гасьєн (фр. Jean-Philippe Gatien, нар. 16 жовтня 1968) — колишній французький настільний тенісист. Віце-чемпіон олімпійських ігор 1992, i чемпіон світу 1993 року в одиночному розряді.

## Кар'єра гравця
З 1987 року спортсмен почав виступати в змаганнях професіоналів. У 1988 році у складі свого клубу «Levallois UTT» він виграв кубок Nancy-Evans. У 1991 року Гасьєн виходить у фінал кубка світу в одиночному розряді, де він поступається шведові Йоргену Перссону. Гасьєн представляв Францію на чотирьох літніх олімпіадах (1988—2000). На Олімпійських іграх 1992 року Жан-Філіпп пробився у фінал одиночного розряду, де поступився знаменитому шведові Ян-Уве Вальднеру.
У 1993 році Жан-Філіпп стає чемпіоном світу в одиночному розряді, обігравши у фіналі бельгійця Жан-Мішеля Сев. У 1994 році спортсмен виграє кубок світу в одиночному розряді, знов обігравши у фіналі Жан-Мішеля Сев. У 1997 році спортсмен стає віце-чемпіоном світу у складі збірної Франції. У 1994 і 1998 рр. Гасьєн двічі стає чемпіоном Європи у складі збірної Франції. На Олімпійських іграх 2000 років в парі з Патріком Шила Гасьєн виграв бронзову медаль. 15 травня 2004 року через різні травми гравець завершив свою професійну кар'єру. 